# 가와사키 닌자 ZX-7R
가와사키 닌자 ZX-7R(영어: Kawasaki Ninja ZX-7R)은 가와사키 중공업에서 1989년부터 2003년까지 생산했던 가와사키 닌자 시리즈 스포츠 모터사이클이다. 1991년식부터는 인버티드 포크를 사용했고 단일 튜브를 사용하여 램 에어를 추가했으며 1996년식부터는 트윈 튜브 램 에어와 Tokico 6 피스톤 브레이크 및 완전히 조절 가능한 서스펜션을 추가하였다. 1989년부터 1995년까지 미국 시장에서 ZXR-750과 ZXR-750R을 각각 ZX-7과 ZX-7R이라고 불렀다. 1996년부터 전 세계적으로 ZXR 이름을 삭제했고 이전 ZXR-750은 이제 ZX-7R이 되었으며 1991년에 시작된 한정판 승인 스페셜 ZXR-750R/ZX-7R은 이제 ZX-7RR이 되었다.

## 개요
749cc 직렬 4기통 4행정 엔진이 탑재되었다.
프레임은 강도를 최적화하기 위해 컴퓨터 지원 설계를 사용하여 설계된 경량 알루미늄 트윈 스파 항목이며 후방 서브프레임은 강철을 사용하여 제작되어 동승자에게 충분한 강도를 제공한다.
스윙암은 대체로 동일한 제조 기술을 사용하여 중공 주조 및 압축 알루미늄 합금 하이브리드 스윙암을 생산했으며 Uni-Trak 리어 서스펜션 시스템은 주로 경량 합금 및 알루미늄 구조를 특징으로 한다. Uni-Trak 시스템은 압축 상태에서 점진적으로 더 단단한 댐핑 및 스프링 속도를 제공하도록 설계되었다. 리어 서스펜션 장치는 댐핑, 예압 및 압축 측면에서 완전히 조정이 가능하다.
프론트 서스펜션은 완전히 조절 가능한 8방향 압축 및 12방향 리바운드 43mm 반전 카트리지 포크로 구성되어 있다.
프론트 브레이크는 320mm 세미 플로팅 전면 디스크와 Tokico 6피스톤 캘리퍼이고 리어 브레이크는 트윈 피스톤 대향 캘리퍼가 있는 230mm 디스크가 있다.
ZX-7RR은 조정 가능한 헤드스톡 각도, 스윙 암 피벗, 추가적인 조정성 28방향 압축 및 전방으로의 13방향 리바운드 및 후방 서스펜션을 위한 14방향 리바운드로 로드 모델과 다르다. 또한 표준으로 장착된 클로즈 기어박스와 더 무거운 크랭크축 플라이휠 및 니신 프론트 브레이크 캘리퍼가 있다.
사이클 월드는 129.68 mph (208.70 km/h)에서 10.82초의 0 to 1⁄4 mi (0.00 to 0.40 km) 시간을 기록했다.

## 레이싱
ZX-7RR은 레이스에 참가하여 12번의 AMA 슈퍼바이크 챔피언십에서 우승했다. 가와사키의 로드 레이싱 팀 라이더는 에릭 보스트롬, 더그 챈들러 및 스콧 러셀이었다. 더그 챈들러는 1993 엔듀런스 FIM 세계 선수권 대회에서 우승하였다. 안드레아스 호프만은 1997년 마카오 그랑프리에서 우승했다.